# مارك موريس ديفيس
مارك إم. ديفيز (بالإنجليزية: Mark M. Davis)‏‏ (27 نوفمبر 1952 في باريس - ) عالم أحياء جزيئية، وأستاذ جامعي، وعالم مناعة من الولايات المتحدة.

## الجوائز
- جائزة مؤسسة غيردنر الدولية
- جائزة وليام كولي [الإنجليزية]‏
- جائزة هاورد تايلور ريكتس  [لغات أخرى]‏
- جائزة الملك فيصل العالمية في الطب
- جائزة بول إرليش ولودفيج دارمشتيتر
- جائزة ألفرد ب. سلون الابن  [لغات أخرى]‏[12]
- زميل الأكاديمية الأمريكية للفنون والعلوم
- عضوية أجنبي في الجمعية الملكية